# Koldo
Koldo, pseudonimo di Jesús Luis Álvarez de Eulate (Vitoria, 4 settembre 1970), è un allenatore di calcio ed ex calciatore andorrano, di ruolo portiere, commissario tecnico della nazionale andorrana.

## Carriera

### Giocatore

#### Club
Nella stagione 1991-1992 ha militato nell'Atlético Madrid, senza aver giocato. Con i Colchoneros ha vinto una Coppa del Re, pur sedendo in panchina.
Diventato cittadino andorrano grazie al matrimonio con una donna del posto, così come il suo compagno di squadra Lucendo, ha giocato dal 1994 al 2006 per l'FC Andorra, squadra tra le più forti della piccola nazione; nel gennaio 2007 ha lasciato il club per trasferirsi al CF Balaguer, squadra della Segunda División B, il terzo livello del calcio spagnolo; dopo sole 10 presenze con la maglia del piccolo club, è tornato alla società di partenza.
Nel novembre 2003 è stato eletto Golden Player per Andorra dalla Federazione calcistica andorrana come miglior giocatore degli ultimi 50 anni.

#### Nazionale
Koldo conta 79 presenze con la maglia della Nazionale di calcio di Andorra; dopo la sconfitta per 6-0 contro l'Inghilterra a Wembley del 10 giugno 2009, valevole per le qualificazioni mondiali, Koldo si è ritirato dalla Nazionale, ricevendo gli applausi dello stadio dopo la sostituzione durante i minuti di recupero.

### Allenatore
Il 1º giugno 2010, con l'esonero di David Rodrigo, diventa ct della nazionale andorrana.

## Vita privata
Suo figlio Iker è anch'egli un calciatore.

## Statistiche

### Presenze e reti nei club
| Stagione                 | Squadra                  | Campionato               | Campionato | Campionato | Coppe nazionali | Coppe nazionali | Coppe nazionali | Coppe continentali | Coppe continentali | Coppe continentali | Altre coppe | Altre coppe | Altre coppe | Totale | Totale | Totale |
| Stagione                 | Squadra                  | Comp                     | Pres       | Reti       | Comp            | Pres            | Reti            | Comp               | Pres               | Reti               | Comp        | Pres        | Reti        | Pres   | Reti   |        |
| ------------------------ | ------------------------ | ------------------------ | ---------- | ---------- | --------------- | --------------- | --------------- | ------------------ | ------------------ | ------------------ | ----------- | ----------- | ----------- | ------ | ------ | ------ |
| gen.-giu. 1990           | Toledo                   | SDB                      | 15         | -15        | CR              | -               | -               | -                  | -                  | -                  | -           | -           | -           | 15     | -15    |        |
| 1990-1991                | Atlético Madrid B        | SDB                      | 13         | -15        | -               | -               | -               | -                  | -                  | -                  | -           | -           | -           | 13     | -15    |        |
| 1991-1992                | Atlético Madrid B        | SDB                      | 37         | -32        | -               | -               | -               | -                  | -                  | -                  | -           | -           | -           | 37     | -32    |        |
| 1992-1993                | Atlético Madrid B        | SDB                      | 2          | -2         | -               | -               | -               | -                  | -                  | -                  | -           | -           | -           | 2      | -2     |        |
| Totale Atlético Madrid B | Totale Atlético Madrid B | Totale Atlético Madrid B | 52         | -49        |                 | -               | -               |                    | -                  | -                  |             | -           | -           | 52     | -49    |        |
| 1993-1994                | Salamanca UDS            | SDB                      | 0          | 0          | CR              | 0               | 0               | -                  | -                  | -                  | -           | -           | -           | 0      | 0      |        |
| 1994-1995                | FC Andorra               | SDB                      | 26         | -13        | CR              | 5               | -4              | -                  | -                  | -                  | -           | -           | -           | 31     | -17    |        |
| 1995-1996                | FC Andorra               | SDB                      | 36         | -44        | CR              | 0               | 0               | -                  | -                  | -                  | -           | -           | -           | 36     | -44    |        |
| 1996-1997                | FC Andorra               | SDB                      | 8          | -6         | CR              | 0               | 0               | -                  | -                  | -                  | -           | -           | -           | 8      | -6     |        |
| 1997-1998                | FC Andorra               | SDB                      | 31         | -80        | CR              | 0               | 0               | -                  | -                  | -                  | -           | -           | -           | 31     | -80    |        |
| 1998-1999                | FC Andorra               | TD                       | 30         | -54        | -               | -               | -               | -                  | -                  | -                  | -           | -           | -           | 30     | -54    |        |
| 1999-2000                | FC Andorra               | PC                       | 33         | -54        | -               | -               | -               | -                  | -                  | -                  | -           | -           | -           | 38     | -54    |        |
| 2000-2001                | FC Andorra               | PC                       | 28         | -27        | -               | -               | -               | -                  | -                  | -                  | -           | -           | -           | 28     | -27    |        |
| 2001-2002                | FC Andorra               | TD                       | 17         | -31        | -               | -               | -               | -                  | -                  | -                  | -           | -           | -           | 17     | -31    |        |
| 2002-2003                | FC Andorra               | PC                       | 38         | -64        | -               | -               | -               | -                  | -                  | -                  | -           | -           | -           | 38     | -64    |        |
| 2003-2004                | FC Andorra               | SC                       | 32         | -51        | -               | -               | -               | -                  | -                  | -                  | -           | -           | -           | 32     | -51    |        |
| 2004-2005                | FC Andorra               | TC                       | 30         | -34        | -               | -               | -               | -                  | -                  | -                  | -           | -           | -           | 30     | -34    |        |
| 2005-2006                | FC Andorra               | TC                       | 33+2       | -23 + -4   | -               | -               | -               | -                  | -                  | -                  | -           | -           | -           | 35     | -27    |        |
| 2006-gen. 2007           | FC Andorra               | TC                       | 17         | -18        | -               | -               | -               | -                  | -                  | -                  | -           | -           | -           | 17     | -18    |        |
| gen.-giu. 2007           | Balaguer                 | TD                       | 11         | -10        | -               | -               | -               | -                  | -                  | -                  | -           | -           | -           | 11     | -10    |        |
| 2007-2008                | FC Andorra               | TC                       | 30         | -50        | -               | -               | -               | -                  | -                  | -                  | -           | -           | -           | 30     | -50    |        |
| 2008-2009                | FC Andorra               | TC                       | 34         | -34        | -               | -               | -               | -                  | -                  | -                  | -           | -           | -           | 34     | -34    |        |
| Totale FC Andorra        | Totale FC Andorra        | Totale FC Andorra        | 425        | -587       |                 | 5               | -4              |                    | -                  | -                  |             | -           | -           | 430    | -591   |        |
| Totale carriera          | Totale carriera          | Totale carriera          | 503        | -661       |                 | 5               | -4              |                    | -                  | -                  |             | -           | -           | 508    | -665   |        |

### Cronologia presenze e reti in nazionale
| Cronologia completa delle presenze e delle reti in nazionale ― Andorra | Cronologia completa delle presenze e delle reti in nazionale ― Andorra | Cronologia completa delle presenze e delle reti in nazionale ― Andorra | Cronologia completa delle presenze e delle reti in nazionale ― Andorra | Cronologia completa delle presenze e delle reti in nazionale ― Andorra | Cronologia completa delle presenze e delle reti in nazionale ― Andorra | Cronologia completa delle presenze e delle reti in nazionale ― Andorra | Cronologia completa delle presenze e delle reti in nazionale ― Andorra |
| Data                                                                   | Città                                                                  | In casa                                                                | Risultato                                                              | Ospiti                                                                 | Competizione                                                           | Reti                                                                   | Note                                                                   |
| ---------------------------------------------------------------------- | ---------------------------------------------------------------------- | ---------------------------------------------------------------------- | ---------------------------------------------------------------------- | ---------------------------------------------------------------------- | ---------------------------------------------------------------------- | ---------------------------------------------------------------------- | ---------------------------------------------------------------------- |
| 3-6-1998                                                               | Saint-Ouen                                                             | Andorra                                                                | 0 – 3                                                                  | Brasile                                                                | Amichevole                                                             | -3                                                                     |                                                                        |
| 22-6-1998                                                              | Kuressaare                                                             | Estonia                                                                | 2 – 1                                                                  | Andorra                                                                | Amichevole                                                             | -2                                                                     |                                                                        |
| 24-6-1998                                                              | Tallinn                                                                | Andorra                                                                | 0 – 0                                                                  | Azerbaigian                                                            | Amichevole                                                             | -                                                                      |                                                                        |
| 26-6-1998                                                              | Pärnu                                                                  | Andorra                                                                | 0 – 2                                                                  | Lettonia                                                               | Amichevole                                                             | -2                                                                     |                                                                        |
| 29-6-1998                                                              | Karksi-Nuia                                                            | Andorra                                                                | 0 – 4                                                                  | Lituania                                                               | Amichevole                                                             | -4                                                                     |                                                                        |
| 5-9-1998                                                               | Erevan                                                                 | Armenia                                                                | 3 – 1                                                                  | Andorra                                                                | Qual. Euro 2000                                                        | -3                                                                     |                                                                        |
| 10-10-1998                                                             | Andorra la Vella                                                       | Andorra                                                                | 0 – 2                                                                  | Ucraina                                                                | Qual. Euro 2000                                                        | -2                                                                     |                                                                        |
| 14-10-1998                                                             | Saint-Denis                                                            | Francia                                                                | 2 – 0                                                                  | Andorra                                                                | Qual. Euro 2000                                                        | -2                                                                     |                                                                        |
| 3-3-1999                                                               | San Fernando                                                           | Andorra                                                                | 0 – 0                                                                  | Fær Øer                                                                | Amichevole                                                             | -                                                                      |                                                                        |
| 27-3-1999                                                              | Andorra la Vella                                                       | Andorra                                                                | 0 – 2                                                                  | Islanda                                                                | Qual. Euro 2000                                                        | -2                                                                     |                                                                        |
| 31-3-1999                                                              | Mosca                                                                  | Russia                                                                 | 6 – 1                                                                  | Andorra                                                                | Qual. Euro 2000                                                        | -6                                                                     |                                                                        |
| 5-6-1999                                                               | Kiev                                                                   | Ucraina                                                                | 4 – 0                                                                  | Andorra                                                                | Qual. Euro 2000                                                        | -4                                                                     |                                                                        |
| 9-6-1999                                                               | Barcellona                                                             | Andorra                                                                | 0 – 1                                                                  | Francia                                                                | Qual. Euro 2000                                                        | -1                                                                     |                                                                        |
| 4-9-1999                                                               | Reykjavík                                                              | Islanda                                                                | 3 – 0                                                                  | Andorra                                                                | Qual. Euro 2000                                                        | -3                                                                     | Cap.                                                                   |
| 8-9-1999                                                               | Andorra la Vella                                                       | Andorra                                                                | 1 – 2                                                                  | Russia                                                                 | Qual. Euro 2000                                                        | -2                                                                     |                                                                        |
| 9-10-1999                                                              | Andorra la Vella                                                       | Andorra                                                                | 0 – 3                                                                  | Armenia                                                                | Qual. Euro 2000                                                        | -3                                                                     |                                                                        |
| 6-2-2000                                                               | Ta' Qali                                                               | Albania                                                                | 3 – 0                                                                  | Andorra                                                                | Amichevole                                                             | -3                                                                     |                                                                        |
| 8-2-2000                                                               | Ta' Qali                                                               | Malta                                                                  | 1 – 1                                                                  | Andorra                                                                | Amichevole                                                             | -1                                                                     |                                                                        |
| 10-2-2000                                                              | Ta' Qali                                                               | Andorra                                                                | 0 – 0                                                                  | Azerbaigian                                                            | Amichevole                                                             | -                                                                      |                                                                        |
| 26-4-2000                                                              | Aixovall                                                               | Andorra                                                                | 2 – 0                                                                  | Bielorussia                                                            | Amichevole                                                             | -                                                                      |                                                                        |
| 16-8-2000                                                              | Tallinn                                                                | Estonia                                                                | 1 – 0                                                                  | Andorra                                                                | Qual. Mondiali 2002                                                    | -1                                                                     |                                                                        |
| 2-9-2000                                                               | Andorra la Vella                                                       | Andorra                                                                | 2 – 3                                                                  | Cipro                                                                  | Qual. Mondiali 2002                                                    | -3                                                                     |                                                                        |
| 7-10-2000                                                              | Andorra la Vella                                                       | Andorra                                                                | 1 – 2                                                                  | Estonia                                                                | Qual. Mondiali 2002                                                    | -2                                                                     |                                                                        |
| 15-11-2000                                                             | Limassol                                                               | Cipro                                                                  | 5 – 0                                                                  | Andorra                                                                | Qual. Mondiali 2002                                                    | -5                                                                     |                                                                        |
| 28-2-2001                                                              | Funchal                                                                | Portogallo                                                             | 3 – 0                                                                  | Andorra                                                                | Qual. Mondiali 2002                                                    | -3                                                                     |                                                                        |
| 1-9-2001                                                               | Lleida                                                                 | Andorra                                                                | 1 – 7                                                                  | Portogallo                                                             | Qual. Mondiali 2002                                                    | -7                                                                     |                                                                        |
| 6-10-2001                                                              | Arnhem                                                                 | Paesi Bassi                                                            | 4 – 0                                                                  | Andorra                                                                | Qual. Mondiali 2002                                                    | -4                                                                     |                                                                        |
| 27-3-2002                                                              | Ta' Qali                                                               | Malta                                                                  | 1 – 1                                                                  | Andorra                                                                | Amichevole                                                             | -1                                                                     |                                                                        |
| 17-4-2002                                                              | Andorra la Vella                                                       | Andorra                                                                | 2 – 0                                                                  | Albania                                                                | Amichevole                                                             | -                                                                      |                                                                        |
| 7-6-2002                                                               | Andorra la Vella                                                       | Andorra                                                                | 0 – 2                                                                  | Armenia                                                                | Amichevole                                                             | -2                                                                     |                                                                        |
| 21-8-2002                                                              | Reykjavík                                                              | Islanda                                                                | 3 – 0                                                                  | Andorra                                                                | Amichevole                                                             | -3                                                                     |                                                                        |
| 12-10-2002                                                             | Andorra la Vella                                                       | Andorra                                                                | 0 – 1                                                                  | Belgio                                                                 | Qual. Euro 2004                                                        | -1                                                                     |                                                                        |
| 16-10-2002                                                             | Sofia                                                                  | Bulgaria                                                               | 2 – 1                                                                  | Andorra                                                                | Qual. Euro 2004                                                        | -2                                                                     |                                                                        |
| 2-4-2003                                                               | Varaždin                                                               | Croazia                                                                | 2 – 0                                                                  | Andorra                                                                | Qual. Euro 2004                                                        | -2                                                                     |                                                                        |
| 30-4-2003                                                              | Andorra la Vella                                                       | Andorra                                                                | 0 – 2                                                                  | Estonia                                                                | Qual. Euro 2004                                                        | -2                                                                     |                                                                        |
| 7-6-2003                                                               | Tallinn                                                                | Estonia                                                                | 2 – 0                                                                  | Andorra                                                                | Qual. Euro 2004                                                        | -2                                                                     |                                                                        |
| 11-6-2003                                                              | Gand                                                                   | Belgio                                                                 | 3 – 0                                                                  | Andorra                                                                | Qual. Euro 2004                                                        | -3                                                                     |                                                                        |
| 13-6-2003                                                              | Andorra la Vella                                                       | Andorra                                                                | 0 – 2                                                                  | Gabon                                                                  | Amichevole                                                             | -2                                                                     |                                                                        |
| 6-9-2003                                                               | Andorra la Vella                                                       | Andorra                                                                | 0 – 3                                                                  | Croazia                                                                | Qual. Euro 2004                                                        | -3                                                                     |                                                                        |
| 10-9-2003                                                              | Andorra la Vella                                                       | Andorra                                                                | 0 – 3                                                                  | Bulgaria                                                               | Qual. Euro 2004                                                        | -3                                                                     |                                                                        |
| 14-4-2004                                                              | Peralada                                                               | Andorra                                                                | 0 – 0                                                                  | Cina                                                                   | Amichevole                                                             | -                                                                      |                                                                        |
| 28-5-2004                                                              | Montpellier                                                            | Francia                                                                | 4 – 0                                                                  | Andorra                                                                | Amichevole                                                             | -4                                                                     |                                                                        |
| 5-6-2004                                                               | Getafe                                                                 | Spagna                                                                 | 4 – 0                                                                  | Andorra                                                                | Amichevole                                                             | -3                                                                     | 82’                                                                    |
| 4-9-2004                                                               | Tampere                                                                | Finlandia                                                              | 3 – 0                                                                  | Andorra                                                                | Qual. Mondiali 2006                                                    | -3                                                                     |                                                                        |
| 8-9-2004                                                               | Andorra la Vella                                                       | Andorra                                                                | 1 – 5                                                                  | Romania                                                                | Qual. Mondiali 2006                                                    | -5                                                                     |                                                                        |
| 13-10-2004                                                             | Andorra la Vella                                                       | Andorra                                                                | 1 – 0                                                                  | Macedonia                                                              | Qual. Mondiali 2006                                                    | -                                                                      |                                                                        |
| 17-11-2004                                                             | Barcellona                                                             | Andorra                                                                | 0 – 3                                                                  | Paesi Bassi                                                            | Qual. Mondiali 2006                                                    | -3                                                                     |                                                                        |
| 9-2-2005                                                               | Skopje                                                                 | Macedonia                                                              | 0 – 0                                                                  | Andorra                                                                | Qual. Mondiali 2006                                                    | -                                                                      |                                                                        |
| 26-3-2005                                                              | Erevan                                                                 | Armenia                                                                | 2 – 1                                                                  | Andorra                                                                | Qual. Mondiali 2006                                                    | -2                                                                     |                                                                        |
| 30-3-2005                                                              | Andorra la Vella                                                       | Andorra                                                                | 0 – 4                                                                  | Rep. Ceca                                                              | Qual. Mondiali 2006                                                    | -4                                                                     |                                                                        |
| 4-6-2005                                                               | Liberec                                                                | Rep. Ceca                                                              | 8 – 1                                                                  | Andorra                                                                | Qual. Mondiali 2006                                                    | -8                                                                     |                                                                        |
| 17-8-2005                                                              | Costanza                                                               | Romania                                                                | 2 – 0                                                                  | Andorra                                                                | Qual. Mondiali 2006                                                    | -2                                                                     | Cap.                                                                   |
| 3-9-2005                                                               | Andorra la Vella                                                       | Andorra                                                                | 0 – 0                                                                  | Finlandia                                                              | Qual. Mondiali 2006                                                    | -                                                                      |                                                                        |
| 7-9-2005                                                               | Eindhoven                                                              | Paesi Bassi                                                            | 4 – 0                                                                  | Andorra                                                                | Qual. Mondiali 2006                                                    | -4                                                                     |                                                                        |
| 12-10-2005                                                             | Andorra la Vella                                                       | Andorra                                                                | 0 – 3                                                                  | Armenia                                                                | Qual. Mondiali 2006                                                    | -3                                                                     |                                                                        |
| 16-8-2006                                                              | Minsk                                                                  | Bielorussia                                                            | 3 – 0                                                                  | Andorra                                                                | Amichevole                                                             | -3                                                                     | 90+2’                                                                  |
| 2-9-2006                                                               | Manchester                                                             | Inghilterra                                                            | 5 – 0                                                                  | Andorra                                                                | Qual. Euro 2008                                                        | -5                                                                     |                                                                        |
| 6-9-2006                                                               | Nimega                                                                 | Israele                                                                | 4 – 1                                                                  | Andorra                                                                | Qual. Euro 2008                                                        | -4                                                                     |                                                                        |
| 7-10-2006                                                              | Zagabria                                                               | Croazia                                                                | 7 – 0                                                                  | Andorra                                                                | Qual. Euro 2008                                                        | -7                                                                     |                                                                        |
| 11-10-2006                                                             | Andorra la Vella                                                       | Andorra                                                                | 0 – 3                                                                  | Macedonia                                                              | Qual. Euro 2008                                                        | -3                                                                     |                                                                        |
| 7-2-2007                                                               | Andorra la Vella                                                       | Andorra                                                                | 0 – 0                                                                  | Armenia                                                                | Amichevole                                                             | -                                                                      |                                                                        |
| 28-3-2007                                                              | Barcellona                                                             | Andorra                                                                | 0 – 3                                                                  | Inghilterra                                                            | Qual. Euro 2008                                                        | -3                                                                     |                                                                        |
| 2-6-2007                                                               | San Pietroburgo                                                        | Russia                                                                 | 4 – 0                                                                  | Andorra                                                                | Qual. Euro 2008                                                        | -4                                                                     |                                                                        |
| 6-6-2007                                                               | Andorra la Vella                                                       | Andorra                                                                | 0 – 2                                                                  | Israele                                                                | Qual. Euro 2008                                                        | -2                                                                     |                                                                        |
| 22-8-2007                                                              | Tallinn                                                                | Estonia                                                                | 2 – 1                                                                  | Andorra                                                                | Qual. Euro 2008                                                        | -2                                                                     |                                                                        |
| 12-9-2007                                                              | Andorra                                                                | Andorra                                                                | 0 – 6                                                                  | Croazia                                                                | Qual. Euro 2008                                                        | -6                                                                     |                                                                        |
| 17-10-2007                                                             | Skopje                                                                 | Macedonia                                                              | 3 – 0                                                                  | Andorra                                                                | Qual. Euro 2008                                                        | -3                                                                     | 56’                                                                    |
| 17-11-2007                                                             | Andorra la Vella                                                       | Andorra                                                                | 0 – 2                                                                  | Estonia                                                                | Qual. Euro 2008                                                        | -2                                                                     |                                                                        |
| 21-11-2007                                                             | Andorra la Vella                                                       | Andorra                                                                | 0 – 1                                                                  | Russia                                                                 | Qual. Euro 2008                                                        | -1                                                                     | 45’ 46’                                                                |
| 26-3-2008                                                              | Andorra la Vella                                                       | Andorra                                                                | 0 – 3                                                                  | Lettonia                                                               | Amichevole                                                             | -3                                                                     | 46’                                                                    |
| 4-6-2008                                                               | Andorra la Vella                                                       | Andorra                                                                | 1 – 2                                                                  | Azerbaigian                                                            | Amichevole                                                             | -                                                                      | 46’                                                                    |
| 6-9-2008                                                               | Barcellona                                                             | Andorra                                                                | 0 – 2                                                                  | Inghilterra                                                            | Qual. Mondiali 2010                                                    | -2                                                                     |                                                                        |
| 10-9-2008                                                              | Andorra la Vella                                                       | Andorra                                                                | 1 – 3                                                                  | Bielorussia                                                            | Qual. Mondiali 2010                                                    | -3                                                                     |                                                                        |
| 15-10-2008                                                             | Zagabria                                                               | Croazia                                                                | 4 – 0                                                                  | Andorra                                                                | Qual. Mondiali 2010                                                    | -4                                                                     |                                                                        |
| 11-2-2009                                                              | Albufeira                                                              | Andorra                                                                | 1 – 3                                                                  | Lituania                                                               | Amichevole                                                             | -3                                                                     |                                                                        |
| 1-4-2009                                                               | Andorra la Vella                                                       | Andorra                                                                | 0 – 2                                                                  | Croazia                                                                | Qual. Mondiali 2010                                                    | -2                                                                     |                                                                        |
| 6-6-2009                                                               | Hrodna                                                                 | Bielorussia                                                            | 5 – 1                                                                  | Andorra                                                                | Qual. Mondiali 2010                                                    | -5                                                                     | 42’                                                                    |
| 10-6-2009                                                              | Londra                                                                 | Inghilterra                                                            | 6 – 0                                                                  | Andorra                                                                | Qual. Mondiali 2010                                                    | -6                                                                     | 44’ 89’                                                                |
| Totale                                                                 |                                                                        | Presenze                                                               | 78                                                                     |                                                                        | Reti                                                                   | -208                                                                   |                                                                        |

### Statistiche da allenatore

#### Nazionale
Statistiche aggiornate al 19 novembre 2024.
| Squadra | Naz                | dal             | al       | Record | Record | Record | Record | Record | Record | Record | Record     |
| Squadra | Naz                | dal             | al       | G      | V      | N      | P      | GF     | GS     | DR     | % Vittorie |
| ------- | ------------------ | --------------- | -------- | ------ | ------ | ------ | ------ | ------ | ------ | ------ | ---------- |
| Andorra | Andorra (bandiera) | 2 febbraio 2010 | in corso | 127    | 11     | 20     | 96     | 42     | 260    | −218   | &8,66      |

#### Nazionale nel dettaglio
| 2010           | Andorra        | Qual. Euro 2012               | 6º nel Gruppo B, non qualificato | 4   | 0  | 0  | 4  | &0,00 | 1  | 11  | -10  |
| 2011           | Andorra        | Qual. Euro 2012               | 6º nel Gruppo B, non qualificato | 6   | 0  | 0  | 6  | &0,00 | 0  | 14  | -14  |
| 2012           | Andorra        | Qual. Mondiale 2014           | 6º nel Gruppo D, non qualificato | 4   | 0  | 0  | 4  | &0,00 | 0  | 13  | -13  |
| 2013           | Andorra        | Qual. Mondiale 2014           | 6º nel Gruppo D, non qualificato | 6   | 0  | 0  | 6  | &0,00 | 0  | 17  | -17  |
| 2014           | Andorra        | Qual. Euro 2016               | 6º nel Gruppo B, non qualificato | 4   | 0  | 0  | 4  | &0,00 | 2  | 17  | -15  |
| 2015           | Andorra        | Qual. Euro 2016               | 6º nel Gruppo B, non qualificato | 6   | 0  | 0  | 6  | &0,00 | 2  | 19  | -17  |
| 2016           | Andorra        | Qual. Mondiale 2018           | 6º nel Gruppo B, non qualificato | 4   | 0  | 0  | 4  | &0,00 | 1  | 13  | -12  |
| 2017           | Andorra        | Qual. Mondiale 2018           | 6º nel Gruppo B, non qualificato | 6   | 1  | 1  | 4  | 16,67 | 1  | 10  | -9   |
| 2018           | Andorra        | UEFA Nations League 2018-2019 | 4º nel Gruppo 1 della Lega D     | 6   | 0  | 4  | 2  | &0,00 | 2  | 9   | -7   |
| 2019           | Andorra        | Qual. Euro 2020               | 5º nel Gruppo H, non qualificato | 10  | 1  | 1  | 8  | 10,00 | 3  | 20  | -17  |
| 2020           | Andorra        | UEFA Nations League 2020-2021 | 4º nel Gruppo 1 della Lega D     | 6   | 0  | 2  | 4  | &0,00 | 1  | 11  | -10  |
| 2021           | Andorra        | Qual. Mondiale 2022           | 5º nel Gruppo I, non qualificato | 10  | 2  | 0  | 8  | 20,00 | 8  | 24  | -16  |
| 2022           | Andorra        | UEFA Nations League 2022-2023 | 3º nel Gruppo 1 della Lega D     | 6   | 2  | 2  | 2  | 33,33 | 6  | 7   | -1   |
| 2023           | Andorra        | Qual. Euro 2024               | 6º nel Gruppo I, non qualificato | 10  | 0  | 2  | 8  | &0,00 | 3  | 20  | -17  |
| 2024           | Andorra        | UEFA Nations League 2024-2025 | 3º nel Gruppo 2 della Lega D     | 4   | 0  | 1  | 3  | &0,00 | 0  | 4   | -4   |
| Dal 2010       | Andorra        | Amichevoli                    | -                                | 35  | 5  | 7  | 23 | 14,29 | 12 | 51  | -39  |
| Totale Andorra | Totale Andorra | Totale Andorra                | Totale Andorra                   | 127 | 11 | 20 | 96 | 8,66  | 42 | 260 | -218 |

#### Panchine da commissario tecnico della nazionale andorrana
| Cronologia completa delle presenze e delle reti in nazionale ― Andorra | Cronologia completa delle presenze e delle reti in nazionale ― Andorra | Cronologia completa delle presenze e delle reti in nazionale ― Andorra | Cronologia completa delle presenze e delle reti in nazionale ― Andorra | Cronologia completa delle presenze e delle reti in nazionale ― Andorra | Cronologia completa delle presenze e delle reti in nazionale ― Andorra | Cronologia completa delle presenze e delle reti in nazionale ― Andorra | Cronologia completa delle presenze e delle reti in nazionale ― Andorra |
| Data                                                                   | Città                                                                  | In casa                                                                | Risultato                                                              | Ospiti                                                                 | Competizione                                                           | Reti                                                                   | Note                                                                   |
| ---------------------------------------------------------------------- | ---------------------------------------------------------------------- | ---------------------------------------------------------------------- | ---------------------------------------------------------------------- | ---------------------------------------------------------------------- | ---------------------------------------------------------------------- | ---------------------------------------------------------------------- | ---------------------------------------------------------------------- |
| 29-5-2010                                                              | Reykjavík                                                              | Islanda                                                                | 4 – 0                                                                  | Andorra                                                                | Amichevole                                                             | -                                                                      | Cap: M. Jiménez                                                        |
| 2-6-2010                                                               | Tirana                                                                 | Albania                                                                | 1 – 0                                                                  | Andorra                                                                | Amichevole                                                             | -                                                                      | Cap: M. Jiménez                                                        |
| 11-8-2010                                                              | Larnaca                                                                | Cipro                                                                  | 1 – 0                                                                  | Andorra                                                                | Amichevole                                                             | -                                                                      | Cap: I. Lima                                                           |
| 3-9-2010                                                               | Andorra la Vella                                                       | Andorra                                                                | 0 – 2                                                                  | Russia                                                                 | Qual. Euro 2012                                                        | -                                                                      | Cap: I. Lima                                                           |
| 7-9-2010                                                               | Dublino                                                                | Irlanda                                                                | 3 – 1                                                                  | Andorra                                                                | Qual. Euro 2012                                                        | Cristian Martínez                                                      | Cap: I. Lima                                                           |
| 8-10-2010                                                              | Andorra la Vella                                                       | Andorra                                                                | 0 – 2                                                                  | Macedonia                                                              | Qual. Euro 2012                                                        | -                                                                      | Cap: J. Escura                                                         |
| 12-10-2010                                                             | Erevan                                                                 | Armenia                                                                | 4 – 0                                                                  | Andorra                                                                | Qual. Euro 2012                                                        | -                                                                      | Cap: I. Lima                                                           |
| 9-2-2011                                                               | Lagos                                                                  | Andorra                                                                | 1 – 2                                                                  | Moldavia                                                               | Amichevole                                                             | Emili García                                                           | Cap: M. Jiménez                                                        |
| 26-3-2011                                                              | Andorra la Vella                                                       | Andorra                                                                | 0 – 1                                                                  | Slovacchia                                                             | Qual. Euro 2012                                                        | -                                                                      | Cap: M. Jiménez                                                        |
| 4-6-2011                                                               | Bratislava                                                             | Slovacchia                                                             | 1 – 0                                                                  | Andorra                                                                | Qual. Euro 2012                                                        | -                                                                      | Cap: M. Jiménez                                                        |
| 2-9-2011                                                               | Andorra la Vella                                                       | Andorra                                                                | 0 – 3                                                                  | Armenia                                                                | Qual. Euro 2012                                                        | -                                                                      | Cap: I. Lima                                                           |
| 6-9-2011                                                               | Skopje                                                                 | Macedonia                                                              | 1 – 0                                                                  | Andorra                                                                | Qual. Euro 2012                                                        | -                                                                      | Cap: Ó. Sonejee                                                        |
| 7-10-2011                                                              | Andorra la Vella                                                       | Andorra                                                                | 0 – 2                                                                  | Irlanda                                                                | Qual. Euro 2012                                                        | -                                                                      | Cap: I. Lima                                                           |
| 11-10-2011                                                             | Mosca                                                                  | Russia                                                                 | 6 – 0                                                                  | Andorra                                                                | Qual. Euro 2012                                                        | -                                                                      | Cap: I. Lima                                                           |
| 30-5-2012                                                              | Kelsterbach                                                            | Andorra                                                                | 0 – 0                                                                  | Azerbaigian                                                            | Amichevole                                                             | -                                                                      | Cap: Ó. Sonejee                                                        |
| 2-6-2012                                                               | Varsavia                                                               | Polonia                                                                | 4 – 0                                                                  | Andorra                                                                | Amichevole                                                             | -                                                                      | Cap: I. Lima                                                           |
| 14-8-2012                                                              | Vaduz                                                                  | Liechtenstein                                                          | 1 – 0                                                                  | Andorra                                                                | Amichevole                                                             | -                                                                      | Cap: I. Lima                                                           |
| 7-9-2012                                                               | Andorra la Vella                                                       | Andorra                                                                | 0 – 5                                                                  | Ungheria                                                               | Qual. Mondiali 2014                                                    | -                                                                      | Cap: I. Lima                                                           |
| 11-9-2012                                                              | Bucarest                                                               | Romania                                                                | 4 – 0                                                                  | Andorra                                                                | Qual. Mondiali 2014                                                    | -                                                                      | Cap: I. Lima                                                           |
| 12-10-2012                                                             | Rotterdam                                                              | Paesi Bassi                                                            | 3 – 0                                                                  | Andorra                                                                | Qual. Mondiali 2014                                                    | -                                                                      | Cap: I. Lima                                                           |
| 16-10-2012                                                             | Andorra la Vella                                                       | Andorra                                                                | 0 – 1                                                                  | Estonia                                                                | Qual. Mondiali 2014                                                    | -                                                                      | Cap: I. Lima                                                           |
| 14-11-2012                                                             | Andorra la Vella                                                       | Andorra                                                                | 0 – 2                                                                  | Islanda                                                                | Amichevole                                                             | -                                                                      | Cap: Ó. Sonejee                                                        |
| 22-3-2013                                                              | Andorra la Vella                                                       | Andorra                                                                | 0 – 2                                                                  | Turchia                                                                | Qual. Mondiali 2014                                                    | -                                                                      | Cap: I. Lima                                                           |
| 26-3-2013                                                              | Tallinn                                                                | Estonia                                                                | 2 – 0                                                                  | Andorra                                                                | Qual. Mondiali 2014                                                    | -                                                                      | Cap: I. Lima                                                           |
| 14-8-2013                                                              | Chișinău                                                               | Moldavia                                                               | 1 – 1                                                                  | Andorra                                                                | Amichevole                                                             | Óscar Sonejee                                                          | Cap: Ó. Sonejee                                                        |
| 6-9-2013                                                               | Kayseri                                                                | Turchia                                                                | 5 – 0                                                                  | Andorra                                                                | Qual. Mondiali 2014                                                    | -                                                                      | Cap: I. Lima                                                           |
| 10-9-2013                                                              | Andorra la Vella                                                       | Andorra                                                                | 0 – 2                                                                  | Paesi Bassi                                                            | Qual. Mondiali 2014                                                    | -                                                                      | Cap: I. Lima                                                           |
| 11-10-2013                                                             | Andorra la Vella                                                       | Andorra                                                                | 0 – 4                                                                  | Romania                                                                | Qual. Mondiali 2014                                                    | -                                                                      | Cap: J. Ayala                                                          |
| 15-10-2013                                                             | Budapest                                                               | Ungheria                                                               | 2 – 0                                                                  | Andorra                                                                | Qual. Mondiali 2014                                                    | -                                                                      | Cap: Ó. Sonejee                                                        |
| 5-3-2014                                                               | Andorra la Vella                                                       | Andorra                                                                | 0 – 3                                                                  | Moldavia                                                               | Amichevole                                                             | -                                                                      | Cap: Ó. Sonejee                                                        |
| 26-3-2014                                                              | Alzira                                                                 | Indonesia                                                              | 1 – 0                                                                  | Andorra                                                                | Amichevole                                                             | -                                                                      | Cap: Ó. Sonejee                                                        |
| 9-9-2014                                                               | Andorra la Vella                                                       | Andorra                                                                | 1 – 2                                                                  | Galles                                                                 | Qual. Euro 2016                                                        | Ildefons Lima                                                          | Cap: I. Lima                                                           |
| 10-10-2014                                                             | Bruxelles                                                              | Belgio                                                                 | 6 – 0                                                                  | Andorra                                                                | Qual. Euro 2016                                                        | -                                                                      | Cap: I. Lima                                                           |
| 13-10-2014                                                             | Andorra la Vella                                                       | Andorra                                                                | 1 – 4                                                                  | Israele                                                                | Qual. Euro 2016                                                        | Ildefons Lima                                                          | Cap: I. Lima                                                           |
| 16-11-2014                                                             | Nicosia                                                                | Cipro                                                                  | 5 – 0                                                                  | Andorra                                                                | Qual. Euro 2016                                                        | -                                                                      | Cap: I. Lima                                                           |
| 28-3-2015                                                              | Andorra la Vella                                                       | Andorra                                                                | 0 – 3                                                                  | Bosnia ed Erzegovina                                                   | Qual. Euro 2016                                                        | -                                                                      | Cap: Ó. Sonejee                                                        |
| 6-6-2015                                                               | Andorra la Vella                                                       | Andorra                                                                | 0 – 1                                                                  | Guinea Equatoriale                                                     | Amichevole                                                             | -                                                                      | Cap: Ó. Sonejee                                                        |
| 12-6-2015                                                              | Andorra la Vella                                                       | Andorra                                                                | 1 – 3                                                                  | Cipro                                                                  | Qual. Euro 2016                                                        | autorete                                                               | Cap: J. Ayala                                                          |
| 3-9-2015                                                               | Haifa                                                                  | Israele                                                                | 4 – 0                                                                  | Andorra                                                                | Qual. Euro 2016                                                        | -                                                                      | Cap: I. Lima                                                           |
| 6-9-2015                                                               | Zenica                                                                 | Bosnia ed Erzegovina                                                   | 3 – 0                                                                  | Andorra                                                                | Qual. Euro 2016                                                        | -                                                                      | Cap: Ó. Sonejee                                                        |
| 10-10-2015                                                             | Andorra la Vella                                                       | Andorra                                                                | 1 – 4                                                                  | Belgio                                                                 | Qual. Euro 2016                                                        | Ildefons Lima                                                          | Cap: Ó. Sonejee                                                        |
| 13-10-2015                                                             | Cardiff                                                                | Galles                                                                 | 2 – 0                                                                  | Andorra                                                                | Qual. Euro 2016                                                        | -                                                                      | Cap: Ó. Sonejee                                                        |
| 12-11-2015                                                             | Andorra la Vella                                                       | Andorra                                                                | 0 – 1                                                                  | Saint Kitts e Nevis                                                    | Amichevole                                                             | -                                                                      | Cap: Ó. Sonejee                                                        |
| 28-3-2016                                                              | Paola                                                                  | Andorra                                                                | 0 – 1                                                                  | Moldavia                                                               | Amichevole                                                             | -                                                                      | Cap: I. Lima                                                           |
| 26-5-2016                                                              | Bad Erlach                                                             | Azerbaigian                                                            | 0 – 0                                                                  | Andorra                                                                | Amichevole                                                             | -                                                                      | Cap: M. Vieira                                                         |
| 1-6-2016                                                               | Tallinn                                                                | Estonia                                                                | 2 – 0                                                                  | Andorra                                                                | Amichevole                                                             | -                                                                      | Cap: I. Lima                                                           |
| 6-9-2016                                                               | Andorra la Vella                                                       | Andorra                                                                | 0 – 1                                                                  | Lettonia                                                               | Qual. Mondiali 2018                                                    | -                                                                      | Cap: I. Lima                                                           |
| 7-10-2016                                                              | Aveiro                                                                 | Portogallo                                                             | 6 – 0                                                                  | Andorra                                                                | Qual. Mondiali 2018                                                    | -                                                                      | Cap: I. Lima                                                           |
| 10-10-2016                                                             | Andorra la Vella                                                       | Andorra                                                                | 1 – 2                                                                  | Svizzera                                                               | Qual. Mondiali 2018                                                    | Àlex Martínez                                                          | Cap: I. Lima                                                           |
| 13-11-2016                                                             | Budapest                                                               | Ungheria                                                               | 4 – 0                                                                  | Andorra                                                                | Qual. Mondiali 2018                                                    | -                                                                      | Cap: M. Pujol                                                          |
| 22-2-2017                                                              | Serrvalle                                                              | San Marino                                                             | 0 – 2                                                                  | Andorra                                                                | Amichevole                                                             | Ildefons Lima Cristian Martínez                                        | Cap: I. Lima                                                           |
| 25-3-2017                                                              | Andorra la Vella                                                       | Andorra                                                                | 0 – 0                                                                  | Fær Øer                                                                | Qual. Mondiali 2018                                                    | -                                                                      | Cap: I. Lima                                                           |
| 9-6-2017                                                               | Andorra la Vella                                                       | Andorra                                                                | 1 – 0                                                                  | Ungheria                                                               | Qual. Mondiali 2018                                                    | Marc Rebés                                                             | Cap: I. Lima                                                           |
| 16-8-2017                                                              | Burton-upon-Trent                                                      | Qatar                                                                  | 1 – 0                                                                  | Andorra                                                                | Amichevole                                                             | -                                                                      | Cap: I. Lima                                                           |
| 31-8-2017                                                              | San Gallo                                                              | Svizzera                                                               | 3 – 0                                                                  | Andorra                                                                | Qual. Mondiali 2018                                                    | -                                                                      | Cap: I. Lima                                                           |
| 3-9-2017                                                               | Tórshavn                                                               | Fær Øer                                                                | 1 – 0                                                                  | Andorra                                                                | Qual. Mondiali 2018                                                    | -                                                                      | Cap: I. Lima                                                           |
| 7-10-2017                                                              | Andorra la Vella                                                       | Andorra                                                                | 0 – 2                                                                  | Portogallo                                                             | Qual. Mondiali 2018                                                    | -                                                                      | Cap: I. Lima                                                           |
| 10-10-2017                                                             | Riga                                                                   | Lettonia                                                               | 4 – 0                                                                  | Andorra                                                                | Qual. Mondiali 2018                                                    | -                                                                      | Cap: I. Lima                                                           |
| 21-3-2018                                                              | La Línea de la Concepción                                              | Liechtenstein                                                          | 0 – 1                                                                  | Andorra                                                                | Amichevole                                                             | Marc Rebés                                                             | Cap: M. Vieira                                                         |
| 3-6-2018                                                               | Cova da Piedade                                                        | Capo Verde                                                             | 0 – 0 (4 - 2 dtr)                                                      | Andorra                                                                | Amichevole                                                             | -                                                                      | Cap: I. Lima                                                           |
| 18-6-2018                                                              | Grödig                                                                 | Emirati Arabi Uniti                                                    | 0 – 0                                                                  | Andorra                                                                | Amichevole                                                             | -                                                                      | Cap: I. Lima                                                           |
| 6-9-2018                                                               | Riga                                                                   | Lettonia                                                               | 0 – 0                                                                  | Andorra                                                                | UEFA Nations League 2018-2019 - 1º turno                               | -                                                                      | Cap: I. Lima                                                           |
| 10-9-2018                                                              | Andorra la Vella                                                       | Andorra                                                                | 1 – 1                                                                  | Kazakistan                                                             | UEFA Nations League 2018-2019 - 1º turno                               | Jordi Aláez                                                            | Cap: I. Lima                                                           |
| 13-10-2018                                                             | Tbilisi                                                                | Georgia                                                                | 3 – 0                                                                  | Andorra                                                                | UEFA Nations League 2018-2019 - 1º turno                               | -                                                                      | Cap: I. Lima                                                           |
| 16-10-2018                                                             | Astana                                                                 | Kazakistan                                                             | 4 – 0                                                                  | Andorra                                                                | UEFA Nations League 2018-2019 - 1º turno                               | -                                                                      | Cap: I. Lima                                                           |
| 15-11-2018                                                             | Andorra la Vella                                                       | Andorra                                                                | 1 – 1                                                                  | Georgia                                                                | UEFA Nations League 2018-2019 - 1º turno                               | Cristian Martínez                                                      | Cap: I. Lima                                                           |
| 19-11-2018                                                             | Andorra la Vella                                                       | Andorra                                                                | 0 – 0                                                                  | Lettonia                                                               | UEFA Nations League 2018-2019 - 1º turno                               | -                                                                      | Cap: I. Lima                                                           |
| 22-3-2019                                                              | Andorra la Vella                                                       | Andorra                                                                | 0 – 2                                                                  | Islanda                                                                | Qual. Euro 2020                                                        | -                                                                      | Cap: I. Lima                                                           |
| 25-3-2019                                                              | Andorra la Vella                                                       | Andorra                                                                | 0 – 3                                                                  | Albania                                                                | Qual. Euro 2020                                                        | -                                                                      | Cap: I. Lima                                                           |
| 8-6-2019                                                               | Chișinău                                                               | Moldavia                                                               | 1 – 0                                                                  | Andorra                                                                | Qual. Euro 2020                                                        | -                                                                      | Cap: I. Lima                                                           |
| 11-6-2019                                                              | Andorra la Vella                                                       | Andorra                                                                | 0 – 4                                                                  | Francia                                                                | Qual. Euro 2020                                                        | -                                                                      | Cap: I. Lima                                                           |
| 7-9-2019                                                               | Istanbul                                                               | Turchia                                                                | 1 – 0                                                                  | Andorra                                                                | Qual. Euro 2020                                                        | -                                                                      | Cap: I. Lima                                                           |
| 10-9-2019                                                              | Saint-Denis                                                            | Francia                                                                | 3 – 0                                                                  | Andorra                                                                | Qual. Euro 2020                                                        | -                                                                      | Cap: I. Lima                                                           |
| 11-10-2019                                                             | Andorra la Vella                                                       | Andorra                                                                | 1 – 0                                                                  | Moldavia                                                               | Qual. Euro 2020                                                        | Marc Vales                                                             | Cap: I. Lima                                                           |
| 14-10-2019                                                             | Reykjavík                                                              | Islanda                                                                | 2 – 0                                                                  | Andorra                                                                | Qual. Euro 2020                                                        | -                                                                      | Cap: I. Lima                                                           |
| 14-11-2019                                                             | Elbasan                                                                | Albania                                                                | 2 – 2                                                                  | Andorra                                                                | Qual. Euro 2020                                                        | 2 Cristian Martínez                                                    | Cap: S. Moreno                                                         |
| 17-11-2019                                                             | Andorra la Vella                                                       | Andorra                                                                | 0 – 2                                                                  | Turchia                                                                | Qual. Euro 2020                                                        | -                                                                      | Cap: I. Lima                                                           |
| 3-9-2020                                                               | Riga                                                                   | Lettonia                                                               | 0 – 0                                                                  | Andorra                                                                | UEFA Nations League 2020-2021 - 1º turno                               | -                                                                      | Cap: M. Pujol                                                          |
| 6-9-2020                                                               | Andorra la Vella                                                       | Andorra                                                                | 0 – 1                                                                  | Fær Øer                                                                | UEFA Nations League 2020-2021 - 1º turno                               | -                                                                      | Cap: M. Pujol                                                          |
| 7-10-2020                                                              | Andorra la Vella                                                       | Andorra                                                                | 1 – 2                                                                  | Capo Verde                                                             | Amichevole                                                             | autorete                                                               | Cap: S. Moreno                                                         |
| 10-10-2020                                                             | Andorra la Vella                                                       | Andorra                                                                | 0 – 0                                                                  | Malta                                                                  | UEFA Nations League 2020-2021 - 1º turno                               | -                                                                      | Cap: M. Pujol                                                          |
| 13-10-2020                                                             | Tórshavn                                                               | Fær Øer                                                                | 2 – 0                                                                  | Andorra                                                                | UEFA Nations League 2020-2021 - 1º turno                               | -                                                                      | Cap: M. Pujol                                                          |
| 11-11-2020                                                             | Lisbona                                                                | Portogallo                                                             | 7 – 0                                                                  | Andorra                                                                | Amichevole                                                             | -                                                                      | Cap: M. Pujol                                                          |
| 14-11-2020                                                             | Ta' Qali                                                               | Malta                                                                  | 3 – 1                                                                  | Andorra                                                                | UEFA Nations League 2020-2021 - 1º turno                               | Marc Rebés                                                             | Cap: M. Vieira                                                         |
| 17-11-2020                                                             | Andorra la Vella                                                       | Andorra                                                                | 0 – 5                                                                  | Lettonia                                                               | UEFA Nations League 2020-2021 - 1º turno                               | -                                                                      | Cap: M. Vieira                                                         |
| 25-3-2021                                                              | Andorra la Vella                                                       | Andorra                                                                | 0 – 1                                                                  | Albania                                                                | Qual. Mondiali 2022                                                    | -                                                                      | Cap: M. Vieira                                                         |
| 28-3-2021                                                              | Varsavia                                                               | Polonia                                                                | 3 – 0                                                                  | Andorra                                                                | Qual. Mondiali 2022                                                    | -                                                                      | Cap: M. Pujol                                                          |
| 31-3-2021                                                              | Andorra la Vella                                                       | Andorra                                                                | 1 – 4                                                                  | Ungheria                                                               | Qual. Mondiali 2022                                                    | Marc Pujol (rig.)                                                      | Cap: M. Vieira                                                         |
| 3-6-2021                                                               | Andorra la Vella                                                       | Andorra                                                                | 1 – 4                                                                  | Irlanda                                                                | Amichevole                                                             | Marc Vales                                                             | Cap: M. Vieira                                                         |
| 7-6-2021                                                               | Andorra la Vella                                                       | Andorra                                                                | 0 – 0                                                                  | Gibilterra                                                             | Amichevole                                                             | -                                                                      | Cap: M. Pujol                                                          |
| 2-9-2021                                                               | Andorra la Vella                                                       | Andorra                                                                | 2 – 0                                                                  | San Marino                                                             | Qual. Mondiali 2022                                                    | 2 Marc Vales                                                           | Cap: M. Pujol                                                          |
| 5-9-2021                                                               | Londra                                                                 | Inghilterra                                                            | 4 – 0                                                                  | Andorra                                                                | Qual. Mondiali 2022                                                    | -                                                                      | Cap: M. Vieira                                                         |
| 8-9-2021                                                               | Budapest                                                               | Ungheria                                                               | 2 – 1                                                                  | Andorra                                                                | Qual. Mondiali 2022                                                    | Max Llovera                                                            | Cap: M. Pujol                                                          |
| 9-10-2021                                                              | Andorra la Vella                                                       | Andorra                                                                | 0 – 5                                                                  | Inghilterra                                                            | Qual. Mondiali 2022                                                    | -                                                                      | Cap: M. Vales                                                          |
| 12-10-2021                                                             | Serrvalle                                                              | San Marino                                                             | 0 – 3                                                                  | Andorra                                                                | Qual. Mondiali 2022                                                    | Marc Pujol Sergi Moreno Ricard Fernández                               | Cap: M. Pujol                                                          |
| 12-11-2021                                                             | Andorra la Vella                                                       | Andorra                                                                | 1 – 4                                                                  | Polonia                                                                | Qual. Mondiali 2022                                                    | Marc Vales                                                             | Cap: M. Pujol                                                          |
| 15-11-2021                                                             | Tirana                                                                 | Albania                                                                | 1 – 0                                                                  | Andorra                                                                | Qual. Mondiali 2022                                                    | -                                                                      | Cap: M. Pujol                                                          |
| 25-3-2022                                                              | Andorra la Vella                                                       | Andorra                                                                | 1 – 0                                                                  | Saint Kitts e Nevis                                                    | Amichevole                                                             | Jordi Aláez                                                            | Cap: M. Pujol                                                          |
| 28-3-2022                                                              | Andorra la Vella                                                       | Andorra                                                                | 1 – 0                                                                  | Grenada                                                                | Amichevole                                                             | Víctor Bernat                                                          | Cap: J. Gómes                                                          |
| 3-6-2022                                                               | Riga                                                                   | Lettonia                                                               | 3 – 0                                                                  | Andorra                                                                | UEFA Nations League 2022-2023 - 1º turno                               | -                                                                      | Cap: J. Gómes                                                          |
| 6-6-2022                                                               | Andorra la Vella                                                       | Andorra                                                                | 0 – 0                                                                  | Moldavia                                                               | UEFA Nations League 2022-2023 - 1º turno                               | -                                                                      | Cap: M. Vieira                                                         |
| 10-6-2022                                                              | Andorra la Vella                                                       | Andorra                                                                | 2 – 1                                                                  | Liechtenstein                                                          | UEFA Nations League 2022-2023 - 1º turno                               | Jordi Aláez (rig.) Jesús Rubio                                         | Cap: M. Pujol                                                          |
| 14-6-2022                                                              | Chișinău                                                               | Moldavia                                                               | 2 – 1                                                                  | Andorra                                                                | UEFA Nations League 2022-2023 - 1º turno                               | Márcio Vieira                                                          | Cap: M. Vieira                                                         |
| 22-9-2022                                                              | Vaduz                                                                  | Liechtenstein                                                          | 0 – 2                                                                  | Andorra                                                                | UEFA Nations League 2022-2023 - 1º turno                               | Albert Rosas Joan Cervós                                               | Cap: M. Pujol                                                          |
| 25-9-2022                                                              | Andorra la Vella                                                       | Andorra                                                                | 1 – 1                                                                  | Lettonia                                                               | UEFA Nations League 2022-2023 - 1º turno                               | Albert Rosas                                                           | Cap: M. Vieira                                                         |
| 16-11-2022                                                             | Malaga                                                                 | Andorra                                                                | 0 – 1                                                                  | Austria                                                                | Amichevole                                                             | -                                                                      | Cap: M. Vieira                                                         |
| 19-11-2022                                                             | Gibilterra                                                             | Gibilterra                                                             | 1 – 0                                                                  | Andorra                                                                | Amichevole                                                             | -                                                                      | Cap: M. Vales                                                          |
| 25-3-2023                                                              | Andorra la Vella                                                       | Andorra                                                                | 0 – 2                                                                  | Romania                                                                | Qual. Euro 2024                                                        | -                                                                      | Cap: M. Vieira                                                         |
| 28-3-2023                                                              | Pristina                                                               | Kosovo                                                                 | 1 – 1                                                                  | Andorra                                                                | Qual. Euro 2024                                                        | Albert Rosas                                                           | Cap: M. Vales                                                          |
| 16-6-2023                                                              | Andorra la Vella                                                       | Andorra                                                                | 1 – 2                                                                  | Svizzera                                                               | Qual. Euro 2024                                                        | Márcio Vieira                                                          | Cap: M. San Nicolás                                                    |
| 19-6-2023                                                              | Gerusalemme                                                            | Israele                                                                | 2 – 1                                                                  | Andorra                                                                | Qual. Euro 2024                                                        | Albert Rosas                                                           | Cap: M. Vieira                                                         |
| 9-9-2023                                                               | Andorra la Vella                                                       | Andorra                                                                | 0 – 0                                                                  | Bielorussia                                                            | Qual. Euro 2024                                                        | -                                                                      | Cap: M. Pujol                                                          |
| 12-9-2023                                                              | Sion                                                                   | Svizzera                                                               | 3 – 0                                                                  | Andorra                                                                | Qual. Euro 2024                                                        | -                                                                      | Cap: I. Lima                                                           |
| 12-10-2023                                                             | Andorra la Vella                                                       | Andorra                                                                | 0 – 3                                                                  | Kosovo                                                                 | Qual. Euro 2024                                                        | -                                                                      | Cap: M. Vales                                                          |
| 15-10-2023                                                             | Bucarest                                                               | Romania                                                                | 4 – 0                                                                  | Andorra                                                                | Qual. Euro 2024                                                        | -                                                                      | Cap: M. Vieira                                                         |
| 18-11-2023                                                             | Budapest                                                               | Bielorussia                                                            | 1 – 0                                                                  | Andorra                                                                | Qual. Euro 2024                                                        | -                                                                      | Cap: M. Vieira                                                         |
| 21-11-2023                                                             | Andorra la Vella                                                       | Andorra                                                                | 0 – 2                                                                  | Israele                                                                | Qual. Euro 2024                                                        | -                                                                      | Cap: M. Vieira                                                         |
| 21-3-2024                                                              | Annaba                                                                 | Sudafrica                                                              | 1 – 1                                                                  | Andorra                                                                | Amichevole                                                             | Ricard Fernández                                                       | Cap: M. Pujol                                                          |
| 25-3-2024                                                              | Annaba                                                                 | Bolivia                                                                | 1 – 0                                                                  | Andorra                                                                | Amichevole                                                             | -                                                                      | Cap: M. Pujol                                                          |
| 5-6-2024                                                               | Badajoz                                                                | Spagna                                                                 | 5 – 0                                                                  | Andorra                                                                | Amichevole                                                             | -                                                                      | Cap: É. Vales                                                          |
| 11-6-2024                                                              | Murcia                                                                 | Irlanda del Nord                                                       | 2 – 0                                                                  | Andorra                                                                | Amichevole                                                             | -                                                                      | Cap: M. Vieira                                                         |
| 4-9-2024                                                               | Gibilterra                                                             | Gibilterra                                                             | 1 – 0                                                                  | Andorra                                                                | Amichevole                                                             | -                                                                      | Cap: M. Pujol                                                          |
| 10-9-2024                                                              | Andorra la Vella                                                       | Andorra                                                                | 0 – 1                                                                  | Malta                                                                  | UEFA Nations League 2024-2025 - 1º turno                               | -                                                                      | Cap: M. Vales                                                          |
| 10-10-2024                                                             | Chișinău                                                               | Moldavia                                                               | 2 – 0                                                                  | Andorra                                                                | UEFA Nations League 2024-2025 - 1º turno                               | -                                                                      | Cap: M. Vales                                                          |
| 13-10-2024                                                             | Andorra la Vella                                                       | Andorra                                                                | 2 – 0                                                                  | San Marino                                                             | Amichevole                                                             | Albert Rosas Marc Pujol                                                | Cap: M. Pujol                                                          |
| 16-11-2024                                                             | Andorra la Vella                                                       | Andorra                                                                | 0 – 1                                                                  | Moldavia                                                               | UEFA Nations League 2024-2025 - 1º turno                               | -                                                                      | Cap: M. San Nicolás                                                    |
| 19-11-2024                                                             | Ta' Qali                                                               | Malta                                                                  | 0 – 0                                                                  | Andorra                                                                | UEFA Nations League 2024-2025 - 1º turno                               | -                                                                      | Cap: M. García                                                         |
| Totale                                                                 |                                                                        | Presenze                                                               | 127                                                                    |                                                                        | Reti                                                                   | 42                                                                     |                                                                        |

## Palmarès

### Club

#### Competizioni nazionali
- Coppa di Spagna: 1

Atlético Madrid: 1990-1991
- Segunda División B: 1

Salamanca UDS: 1993-1994 (Gruppo I)